# John Faso
John Faso, född 25 augusti 1952 i Massapequa i delstaten New York, är en amerikansk republikansk politiker. Han var ledamot av USA:s representanthus 2017–2019.
Faso var det Republikanska partiets nominerade kandidat i New Yorks guvernörsval 2006. Han förlorade valet mot demokraternas kandidat Eliot Spitzer med siffrorna 29% mot 69%.
Den 8 november 2016 vann Faso valet till kongressen för New Yorks nittonde distrikt när han slog demokraten Zephyr Teachout. Han ställde upp för en andra period men förlorade i valet 2018 mot demokraten Antonio Delgado.